# Ardens district
Het Ardens district is een plantengeografisch district in België.
Het district, dat min of meer samenvalt met de eigenlijke Ardennen, omvat het oostelijk deel van de provincie Luik, het noordelijk deel van de provincie Luxemburg en van het Groothertogdom Luxemburg, en het zuidelijk deel van de provincie Namen, en daarnaast de Franse Ardennen. In het oosten wordt het begrensd door het West-Eifeldistrict, in het noorden en zuiden door respectievelijk het Maasdistrict en het Lotharings district.
De bodem bestaat voornamelijk uit silicaatgesteenten, en de afzettingen die dagzomen zijn meestal uit het Onderdevoon, het Siluur en het Cambrium. In de omgeving van Malmedy zijn kalkrijke gesteenten uit het Perm te vinden, welke aanleiding geven tot een kalkminnende flora.
Het klimaat van de Ardennen is ruw, zij het dat het zuidelijk deel van het district een wat milder klimaat kent.
Een onderdeel van het Ardens district is het Subdistrict van de Hoge Ardennen, een gebied dat boven 550 meter hoogte is gelegen en kenmerken van een middelgebergte vertoont.